# هاروت كارابتيان
هاروت كارابتيان (بالأرمنية: Հարութ Կարապետյան)‏ (بالإنجليزية: Harut Karapetyan)‏ هو لاعب كرة قدم أمريكي وأرميني في مركز الهجوم، ولد في 7 أبريل 1972 في يريفان في أرمينيا. شارك مع منتخب أرمينيا لكرة القدم. أما مع النوادي، فقد لعب مع تامبا باي موتيني وسان خوسيه إيرثكويكس ولوس أنجلوس غلاكسي.

## وصلات خارجية
- هاروت كارابتيان على موقع الدوري الأمريكي (الإنجليزية)
- هاروت كارابتيان على موقع قاعدة بيانات كرة القدم.إي يو (الإنجليزية)
- هاروت كارابتيان على موقع ناشيونال فوتبول تيمز (الإنجليزية)
- هاروت كارابتيان على موقع عالم كرة القدم.نت (الإنجليزية)